# Азых
Азых (азерб. Azıx; ранее также — Азох) — село в Ходжавендском районе Азербайджана. Является центром Азыхского сельского административно-территориального округа. Известно в основном в связи с тем, что рядом с селом находится знаменитая Азыхская пещера.

## Этимология
Название села могло указываться в документах и произноситься как Азих, Азах, Азух, Азыг, Азог.
Согласно «Энциклопедическому словарю топонимов Азербайджана», название села происходит от названия расположенной поблизости Азыхской пещеры.
Советский лингвист-востоковед и тюрколог Нинель Гаджиева отмечает, что словосочетание «Азых мағарасы» означает «медвежья пещера» (от старотюркского азык 'медведь'). Азербайджанский филолог-тюрколог Мирали Сейидов также отмечал, что слово «азых» в названии пещеры в переводе со старотюркских языков означает медведь.
Азербайджанские исследователи объясняют этот топоним как «место еды», «место поставки», «склад». Наличие в Азыхской пещере шести залов и двух входных дверей, а также наличие очага, свидетельствуют о том, что здесь жили люди.
Согласно армянскому краеведу Шагену Мкртчяну, название села происходит от древнеармянского слова азох, означавшего «незрелый виноград».

## География
Село Азых является центром Азыхского сельского административно-территориального округа Ходжавендского района, при этом в состав этого сельского административно-территориального округа входит также и село Зогалбулаг. Село располагается в предгорьях на левом берегу реки Гуручай на высоте 900 м над уровнем моря. В 22 км от села находится посёлок Гадрут и в 50 км — город Ханкенди. Площадь составляет 1930,9 га, из которых 306,61 га занимают лесные угодья.
В селе и его окрестностях находятся минеральные ресурсы фельзита, известняка и гранодиорита.

## История
До вхождения в состав Российской империи село Азых входило в состав Дизакского магала Карабахского ханства. В годы Российский империи село именовалось Азах, Азых, Азух или Азох и входило в состав Шушинского уезда Елизаветпольской губернии.
Епископ Армянской Апостольской церкви Макар Бархударянц пишет про это село:
— «Село основано у юго-восточного подножия той же горы, в долине, одно из самых густонаселённых сёл. Часть жителей переселились из Карадага, а остальные являются коренными. Земли бекская, урожаи те же... Длинная жизнь 75-80 лет. Церковь Пресвятой Богородицы, каменная, построенная на двух арках, длина 14 м. 70 см., ширина 8 м.17 см., священник нет. В церкви есть рукописное Евангелие, без изображений, написанное мелкими буквами на бумаге, не такое красивое. На нём нет даты, известно только, что его написал пожилой священник по имени Саргис. Дымов — 140, жителей — 907, из них 427 мужчин и 380 женщин».
В советские годы село Азых (или Азох) являлось центром Азыхского (или Азохского) сельсовета входившего в состав Гадрутского района Нагорно-Карабахской автономной области Азербайджанской ССР.
2 сентября 1991 года на совместной сессии Нагорно-Карабахского областного и Шаумяновского районного Советов народных депутатов была принята Декларация о провозглашении Нагорно-Карабахской Республики в границах Нагорно-Карабахской автономной области (НКАО) и сопредельного Шаумяновского района Азербайджанской ССР.
26 ноября 1991 года Верховный Совет Азербайджанский Республики принял Закон "Об упразднении Нагорно-Карабахской автономной области Азербайджанской Республики". В этом Законе было постановлено помимо упразднения Нагорно-Карабахской Автономной Области (НКАО), в том числе также и переименование Мартунинского района в Ходжаведский, упразднение Гадрутского района и присоединение территории Гадрутского района в состав Ходжавендского района. В настоящее время село Азых является центром Азыхского сельского административно-территориального округа входящего в состав Ходжавендского района Азербайджана.
В ходе Первой карабахской войны село в августе 1993 года было занято армянскими вооружёнными формированиями и попало под контроль непризнанной Нагорно-Карабахской Республики (НКР). Согласно административно-территориальному делению непризнанной республики вошло в состав Гадрутского района НКР и называлось там Азох (арм. Ազոխ). В Первой Карабахской войне погибло 16 уроженцев из села.
9 ноября 2020 года в ходе Второй карабахской войны Азербайджан восстановил контроль над селом Азых.

## Памятники истории и культуры

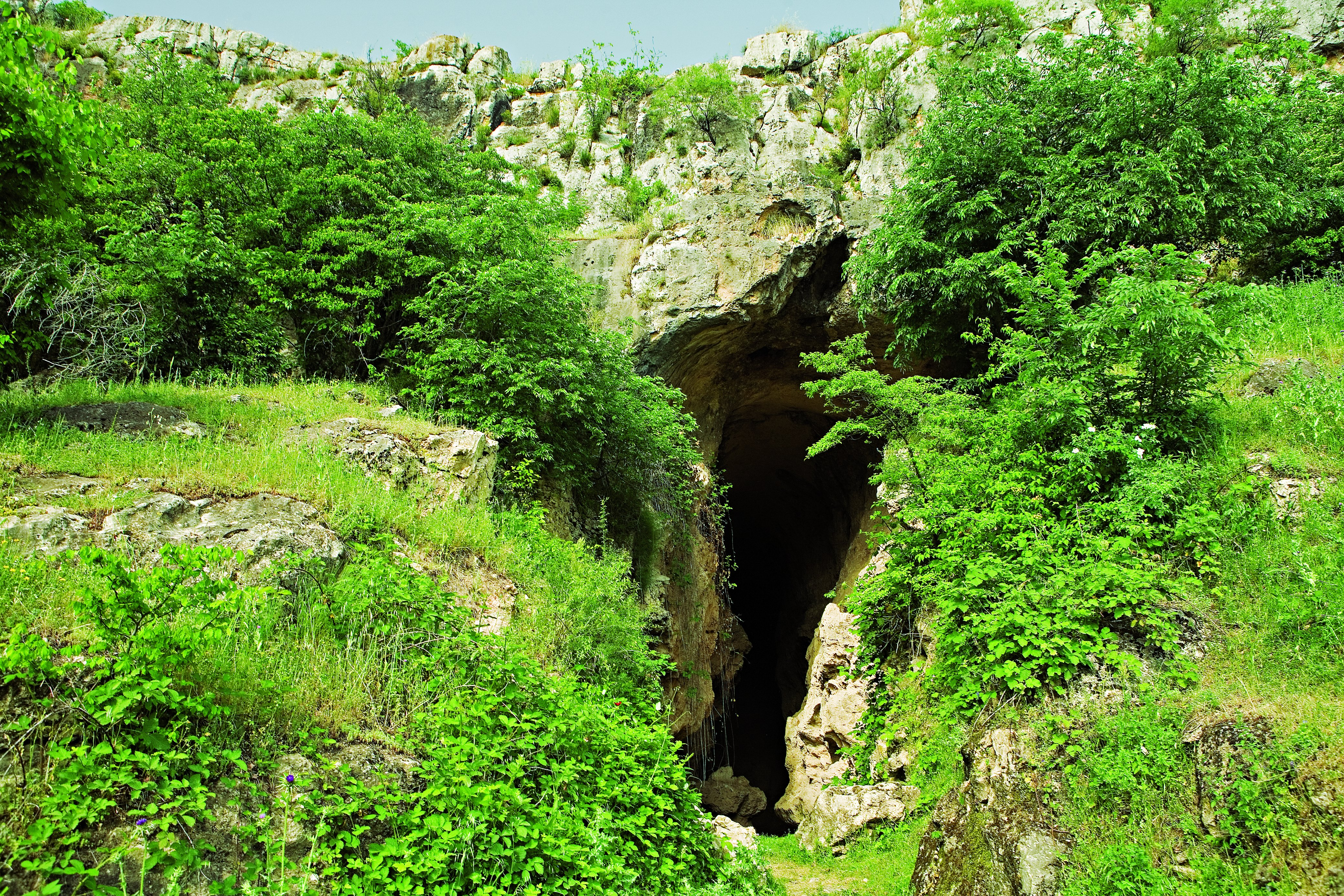
Азыхская пещера

В селе находится ряд объектов исторического наследия, два из которых в 2001 году распоряжением Кабинета министров Азербайджанской Республики № 132 были включены в список охраняемых государством объектов.
Азыхская пещера, относящаяся к каменному веку, расположенная в 700 м. к юго-востоку, мост Цилтахач XIII века расположенный в 1 км. к юго-востоку, также церковь Сурб Аствацацин XVII века построенная на двух арках, историческое кладбище X—XIX веков. Монастырь Амархатун XVII века, крепость Цицкар, стена Мелика Сагама расположены в окрестностях села.
В советские годы в селе действовали средняя школа, дом культуры, библиотека, киноустановка, медицинский пункт, детский сад и отдел связи. В селе был установлен памятник в честь погибших сельчан в Великой Отечественной войне.
В селе действовала средняя школа, в которой по состоянию на 2015 год обучались 139 учащихся, и детский сад, который в 2015 году посещали 30 детей.

## Население
По данным «Свода статистических данных о населении Закавказского края, извлеченных из посемейных списков 1886 года» в селе Азах (Азых, Азух) Азахского сельского округа Шушинского уезда было 147 дымов и проживало 839 армян, которые были армяно-григорианами по вероисповеданию, из них 44 были меликами, 29 — представителями духовенства, остальные — крестьянами.
По данным Кавказского календаря на 1912 год, в селе Азох Шушинского уезда проживало 1115 человек, в основном армян, а по данным Кавказского календаря на 1916 год, — 1490 человек, в основном армян.
В 1976 году в селе проживало 641 человек.
По состоянию на 2015 год в селе проживали 741 человек, 214 дворов.
| Год       | 1886 | 1912 | 1916 | 1976 | 2003 | 2005    | 2008 | 2009 | 2010 | 2015 |
| --------- | ---- | ---- | ---- | ---- | ---- | ------- | ---- | ---- | ---- | ---- |
| Население | 839  | 1115 | 1490 | 641  | 782  | 795/806 | 796  | 784  | 788  | 741  |

## Экономика
Население села в советские годы занималось садоводством, виноградарством и скотоводством.